# Boeing F4B
Cet appareil ne doit pas être confondu avec le F-4B, première version de production du McDonnell Douglas F-4 Phantom II, un avion à réaction entré en service en 1960 après le changement du système de désignation des aéronefs de la United States Navy
Le Boeing F4B est un avion militaire biplan de l'entre-deux-guerres qui a servi comme avion de chasse dans la United States Navy de 1932 à 1937.

## Conception
En 1928, Boeing réalisa deux prototypes en vue de remplacer le chasseur-bombardier Boeing F3B qu'elle avait vendu à la United States Navy la même année. Le premier (modèle 83) se caractérisait par un train d'atterrissage pourvu d'une barre d'entretoise et d'une crosse d'appontage. Le second (modèle 89) disposait d'un atterrisseur dont les éléments principaux n'étaient pas attachés entre eux et d'un point d'attache sous le fuselage pour une bombe de 250 kilos. Finalement un seul prototype, identique au modèle 89 mais reprenant la crosse d'appontage du modèle 83, fut construit. Il fut désigné XF4B-1, suivant le système en vigueur à l'époque dans la United States Navy :
- X désignait un prototype (eXperimental) ;
- F pour Fighter (chasseur) ;
- B pour le constructeur Boeing ;
- 4 car c'était le quatrième avion de ce type que la United States Navy achetait à ce constructeur, après le FB, le F2B et le F3B.

Le premier vol eut lieu le 25 juin 1928. L'appareil était plus petit, plus léger et plus agile que son prédécesseur F3B, mais conservait le même moteur Pratt et Whitney Wasp. Cela lui donnait une vitesse de pointe plus élevée et de meilleures performances globales. 
L'appareil fut produit en série sous la double désignation :
- F4B-1 pour la United States Navy
- P-12 pour l'armée de terre qui avait un système de désignation différent, P signifiant Pursuit type (intercepteur).

À partir de 1929, les forces armées américaines prirent en compte 586 exemplaires de cette machine, établissant ainsi un record de production pour un seul type d'appareil et ses dérivés, qui demeurera inégalé jusqu'en 1940.

## Engagements
Le F4B fut le plus célèbre et le plus apprécié des chasseurs américains embarqués sur porte-avions de son époque. Il fut très apprécié de ses pilotes car il avait de bonnes performances pour l'époque. Certaines surfaces de gouvernes en métal ondulé contrastaient avec la cellule de plaques d'aluminium boulonnées de son prédécesseur le F3B. 
La série des F4B demeura en première ligne durant sept ans, jusqu'en 1937 où ils furent remplacés par le chasseur Grumman FF, il restera en service comme avions d'entrainement jusqu'au début des années 1940. Cela marqua la fin de la lignée de chasseurs embarqués construits par Boeing : FB, F2B, F3B, F4B. À partir de ce moment Grumman devint le fournisseur attitré de chasseurs embarqués de la United States Navy jusqu'à la Seconde Guerre mondiale, durant toute cette dernière et au-delà.

## Variantes
- F4B-1.
- F4B-2, identique aux Boeing P-12 de la United States Army Air Corps, avec un train d'atterrissage à entretoise et une roulette de queue à la place de la crosse d'appontage. Il possédait des ailerons Frise, un capotage annulaire et un train d'atterrissage à essieu brisé[2]. 46 exemplaires livrés à la Marine.
- F4B-3 à fuselage semi-monocoque. 21 exemplaires livrés.
- F4B-4. C'était le second de la série à posséder un fuselage entièrement métallique. Il fut le premier appareil ayant un plan fixe à corde allongée, un large repose-tête pour le pilote et un empennage plus important. 92 exemplaires livrés : la United States Navy commanda 74 de ces chasseurs, et 14 furent exportés au Brésil[2].

## Opérateurs
- Brésil (14 avions)
- États-Unis : United States Navy (74 avions)